# Come ti trasformo la casa
Come ti trasformo la casa (Rehab Addict) è un docu-reality statunitense, in onda dal 2010 su DIY Network e trasmesso in Italia da HGTV.

## Format
La trasmissione segue l'attività di Nicole Curtis, una designer e una restauratrice di case autodidatta. In ogni episodio Nicole svolge delle ricerche in giro per gli Stati Uniti per acquistare, ristrutturare e vendere abitazioni storiche altrimenti destinate alla demolizione. Dove possibile, predilige la preservazione e restaurazione architettonica di una casa rispetto alla sua demolizione, partecipando sempre in prima persona ai progetti di ristrutturazione.

## Puntate
| Stagione         | Puntate | Prima TV USA | Prima TV Italia |
| ---------------- | ------- | ------------ | --------------- |
| Prima stagione   | 13      | 2010-2011    | 2014            |
| Seconda stagione | 13      | 2012         | 2014-2015       |
| Terza stagione   | 13      | 2013         | 2015            |
| Quarta stagione  | 17      | 2013-2014    | 2015-2016       |
| Quinta stagione  | 14      | 2014-2015    | 2016            |
| Sesta stagione   | 13      | 2015         | 2016-2017       |
| Detroit          | 8       | 2015         | 2017            |
| Settima stagione | 14      | 2016         | 2017            |
| Ottava stagione  | 16      | 2017-2018    | Inedita         |
| Nona stagione    | 9       | 2019         | Inedita         |

## Spin-off
- Nel 2015 è stato trasmesso uno spin-off intitolato Detroit, nel quale è stata ristrutturata la casa di Ransom Gillis[3].

- Il 1º luglio 2020 è stato annunciato uno spin-off intitolato Rehab Addict Rescue che sarà trasmesso nel 2021 in U.S.A[4].

## Doppiatori
Il doppiaggio italiano della serie è affidato a:
- Nicole Curtis: Renata Bertolas (st. 1-7)